# Chavanne (pianos)
Pianos Chavanne est une entreprise de fabrication de pianos basée à L'Union près de Toulouse et produisant des pianos droits, à queue et numériques.

## Historique
En 1979, Vincent Chavanne choisit de devenir facteur d'instruments en intégrant l'atelier d'un facteur de clavecins américain.
Il s'installe à Toulouse en 1981 et commence son activité par la fabrication de copies de clavecins anciens. Ce marché s'avérant relativement atone, il décide en 1989 de se reconvertir dans la fabrication des pianos. Chavanne Pianos est alors fondé en 1990. La première version du piano droit 125 voit alors le jour dans l'ancien atelier situé allée Jules Guesde. Les commandes affluent et l'entreprise déménage en 1990 dans un local industriel à L'Union.

## Description
Chavanne produit une vingtaine de pianos par an (en comparaison, la Chine en produit 250 000 dans le même intervalle). 350 heures de travail sont requises pour un piano à queue, 130 heures pour un piano droit. L'équipe est composée de 2 à 4 ébénistes. La plupart du bois utilisé provient de l'Ariège (forêt de Bélesta, ancienne forêt royale exploitée pour les mâts de bateaux sous Louis XIV). Une centaine de pianos Chavanne sont également produits à l'étranger chaque année.
Chavanne a mis au point une technologie qui permet de jouer du piano en silence, une option incluse dans la plupart de ses commandes,.
Chavanne compte parmi les trois derniers fabricants français de pianos (2016). Son magasin de L'Union vend les produits manufacturés Chavanne, ainsi que d'autres instruments de musique d'autres marques. Selon Vincent Chavanne, le repositionnement des pianos Pleyel sur le luxe accompagné de prix prohibitifs expliquent leur chute de 2014.
La production de pianos droits et à queue se termine en 2020.